# 박영효
박영효(朴泳孝, 1861년 6월 12일 ~ 1939년 9월 21일)는 조선 경기도 광주유수 겸 수어사 직위를 지낸 조선 말기의 문신, 정치가, 사상가, 작가로 급진개화파의 일원이었지만 이후 변절하여 친일파가 된다.
그는 철종의 부마(사위)로 고종의 친척 매제가 되며 금릉위 상보국숭록대부에 올랐다. 갑신정변을 일으켰고 갑오개혁을 주도했으며 모두 실패해 도합 20여 년이 넘는 일본 망명 생활을 해야 했다. 1882년 도일(渡日) 중 배에서 고종의 명으로 제작된 '이응준 태극기' 중 4괘(卦)의 좌·우를 바꿔 재도안했고 이것이 태극기의 원형이 됐다.
1884년 김옥균, 홍영식, 윤치호, 서재필, 서광범 등 동문수학들과 갑신정변을 일으켰으나 실패하고 일본에 망명했다가, 청일 전쟁에 승리한 일본을 등에 업고 귀국해 다시 갑오개혁을 주도했다. 장정 13만 8천 자에 달하는 개혁 상소문을 올려 세상을 놀랬지만 호응을 얻지 못하고 개화파들과 함께 일본으로 다시 쫓겨갔다. 일본 망명 기간 고종의 폐위를 기도했다고 모함을 받았지만 외려 1907년 고종 황제 양위를 막으려다 친일파들의 손으로 투옥, 유배되기도 했다.
경술 국치 사건 후 일본 정부에게 받은 은채 공사금 28만원으로 일제강점기 초반에는 기업과 은행 활동에 전념했으며, 이후 중추원 고문과 귀족원 의원, 조선총독부 산하 조선사 편수회 고문도 지냈다. 이 때문에 2002년 민족정기를 세우는 국회의원모임이 발표한 친일파 708인 명단과 2008년 민족문제연구소의 친일인명사전 명단에 수록됐다. 2009년 친일반민족행위진상규명위원회가 발표한 친일반민족행위 705인 명단에도 포함됐다.
어릴적 이름은 무량(無量), 자(字)는 자순(子純), 호는 춘고(春皐), 현현거사(玄玄居士), 본관은 반남이며, 일본식 이름은 야마자키 에이하루(언어 오류(aj): 山崎永春)로, 갑신정변 실패 후 망명할 때 치토세마루 호 선원 츠지 도쥬로(辻藤十郞)가 지어줬다 한다 .
노론으로 북학파 박규수(朴珪壽), 유대치, 오경석의 문인이다. 경기도 수원 출신.

## 생애

### 생애 초기

#### 출생과 가계
1861년 생원 박원양과 이윤행(李潤行)의 딸 전의 이씨의 아들로 경기도 수원에서 태어났다. 그의 가계는 광해군 때 의금부판사를 지냈던 오창 박동량의 후손으로, 인조 반정 이후 200여 년의 노론 집권 기간 동안 명문 거족 반남 박씨의 일익을 담당했다. 북학파 박지원, 박규수, 개화당 동지 박정양, 후일 갑오개혁 실패 후 망명객이 된 박영효를 사면복권시키는 박제순 역시 모두 같은 일족이었다. 친부 박원양은 세 번 결혼했는데 그는 마지막 후처인 전의 이씨의 소생이었다. 위로는 누나 두 명, 형 박영교와 박영호(朴泳好)가 있었다.
증조부인 박해수(朴海壽)는 음서로 통훈대부 품계에 진안현감을 지냈고, 조부 박제당(朴齊堂)은 벼슬이 없었으나 아버지 박원양은 생원시에 합격 후 박영효가 8세가 되던 해에 음서로 현감을 지냈다. 대과에 급제하진 못했으나 현감 재직시 선정을 베푼 것이 암행어사의 눈에 띄어 음서직으로는 드물게 승진까지 했다.

#### 소년기
박영효는 형 박영교를 따라 당시 홍문관 제학이던 박규수의 문하생이 됐다. 박규수와 유대치에게서 새 문물에 대한 정보와 개화사상을 배우고 주자학에 대한 비판적 시각과 함께 개화에 대한 시대적 요구를 깨닫게 됐다. 어윤중, 김옥균, 김윤식, 홍영식, 유길준, 서광범, 서재필, 윤치호 등 동문수학했던 이들과 후일 개화당을 지었다. 당시 수석 역관 자격으로 박규수의 청나라 행 사신단에 있었던 오경석에게서도 배웠다.
수도승 자격으로 일본에 자주 드나들던 이동인이 들여온 망원경과 지구본을 보고 충격을 받는 한편, 오경석이 베이징에서 가지고 온 〈해국도지〉(海國圖志)·〈영환지략〉(瀛環志略) 등 청나라 및 외국의 개화서적을 동문수학들과 돌려보면서 개화, 개혁의 필요성을 절감했다.

#### 결혼과 사별
1872년(고종 9년) 음력 4월, 11세 때 철종의 일점 남은 혈육이자 고종의 사촌인 영혜옹주의 부마를 낙점하게 되자 우의정으로 승진한 스승 박규수와 수원부 유수 신석희(申錫禧)의 추천으로 간택됐다. 옹주와의 혼인으로 그는 금릉위(錦陵尉)의 봉작과 상보국숭록대부 품계를 받고 삼정승과 같은 반열에 올랐다. 고종의 친형 이재면의 품계보다 높았다. 아버지 박원양은 곧 공조판서에 올랐으며, 죽은 조부 박제당은 숭정대부 겸 의정부좌찬성에 추증되고, 증조부 박해수도 증 자헌대부 이조판서 겸 성균관 좨주에 추증됐다.
그러나 3개월 만에 옹주와 사별하고 3년상을 지켜야 했다. 당시로서는 부마의 재혼과 축첩이 불법이라 그에겐 후사가 없었다. 후일 그를 불쌍하게 여긴 고종의 특별 배려로 궁녀 몇 사람이 하사돼 이들에게서 서자, 서녀들을 얻게 된다.

### 정치 활동

#### 관료 생활 초반

일본 체류중 촬영한 사진
(맨 왼쪽이 박영효, 그 뒤는 서광범, 우측 두 번째가 서재필, 우측 앞이 김옥균

1878년 4월 오위도총부도총관, 1879년 혜민서제조를 거쳐 1880년 판의금부사에 임명된다. 1881년 8월 다시 혜민서 제조가 되었다가, 다시 판의금부사에 재임명되었다.

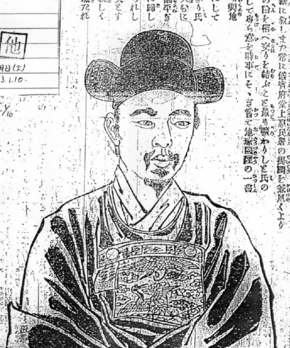
1883년 1월 일본에 체류중일 때 그려진 박영효의 초상화

1882년 임오군란의 수습책으로 제물포 조약이 체결되자, 조약 이행을 위한 특명전권대신 겸 제3차 수신사로 선발된다. 1882년(고종 19년)의 제물포 조약에 따른 사과 사절로 일본에 다녀왔다. 부사 김만식, 종사관 서광범 등 수행원 14명과 비공식사절인 민영익, 김옥균 등을 대동하고 배편으로 부산항에서 일본으로 도일했다. 도일 당시 그는 일본으로 가는 배 안에서 '이응준 태극기' 중 4괘(卦)의 좌·우를 바꿔 도안, 제작했고, 이는 후에 조선의 국기인 태극기가 됐다.
그의 임무는 군란에 대한 사과 국서를 전달하고 제물포 조약의 비준 완화와 교환을 무사히 수행하는 것과 손해배상금 50만 원 지불방법과 지불 액수의 완화를 교섭하는 것이었다. 일본에 도착, 도쿄에 체류하며 박영효 일행은 일본 정부의 고관을 만나 협상 및 사과 국서를 전달한 뒤 조일수호조규(강화도 조약)의 일부 내용을 정정하는 협상을 타결지었다. 일본 체류 중 그는 일본 조야(朝野)의 유력한 인사는 물론 영국·미국·독일 등 구미에서 일본에 파견된 외교사절과도 접촉해 국제정세와 국제관계에 대한 지식을 넓히는 한편, 병사(兵事)·재무(財務)·흥산(興産) 등의 개화상황을 견학, 시찰하고 많은 감명을 받았다.
일본에 체류하는 동안 그는 김옥균, 윤치호, 서광범 등과 의논하여 일본에 유학생을 파견, 신학문을 배우고 귀국하게 하여 국내에 인재를 양성하고, 조선의 근대화에 필요한 자금을 마련하기 위한 차관교섭을 일본 정부와 추진하며, 후쿠자와 유키치의 지원을 받아 신문을 발행할 것을 계획했다. 그해 11월 일본에 더 남아 공부를 하겠다고 하는 윤치호 등 다른 동지들을 남겨두고 단독으로 귀국했다.

#### 개화파 활동

##### 일본 시찰과 귀국
일본 조야(朝野)를 시찰하고 돌아와 그는 개혁을 기도했으나, 민태호·김병시(金炳始)·김병국(金炳國) 중심의 수구파들의 정권 장악으로 실패했다. 그가 없는 동안 정부는 친청사대(親淸事大)의 민씨일족이 장악하고 있었고, 박영효는 12월 대신직에서 제외되어 한성판윤으로 천거됐다. 1883년 1월 27일(1882년 음력 12월 19일)에 그는 한성부판윤(漢城府判尹)으로 임명되었다. 일본에서 접한 인력거를 들여와 한성부판윤 재임 기간 중 조선에 보급했다.
한성부에 치도국(治道局)·경순국(警巡局)·박문국(博文局)의 3국을 신설하여 행정업무, 경찰·치안업무, 인쇄 홍보업무를 분장하게 하고 도로의 확장과 정비, 서양 양복과 색깔있는 옷의 장려 등의 개혁을 추진하였으나 민태호, 김병시 등의 반대에 부딪혀 신설 3국은 폐지되고 그의 개혁안도 모두 무산되었다.
이어 그는 한성부에 신문국을 설치해 신식 신문의 창간을 계획하였으나 자금 조달 문제로 실패하고 만다. 그는 사헌부와 사간원, 그리고 유학자들로부터 줄기차게 탄핵을 받다가 1883년 3월 광주유수 겸 수어사로 좌천되었다. 1883년 4월 19일(음력 3월 17일) 광주부(廣州府) 유수로 발령을 받았다. 신문사 창간 계획은 계속 추진하였지만 그해 음력 3월 광주부 유수로 가게 되면서 신문 발간에는 참여하지 못하고 만다.

##### 한성순보 발행과 득남
1883년 3월 광주유수 겸 수어사로 좌천되었다. 광주유수로 발령된 그는 수어사를 겸하며 정조의 유지를 계승한다는 명분으로 수어영에 연병대를 신설하고 일본식 훈련을 시작했으나 다시 비난 여론이 들끓자 그해 12월 다시 광주유수직마저 사퇴하고 재야로 물러앉았다. 단기간 국내 유람을 다녀온 뒤, 박영효는 후쿠자와 유키치와 꾸준히 연락, 그의 지원과 자문으로 신문을 발행할 것을 계획한 신문은 1883년 10월 31일(음력 10월 1일) 한성순보로 창간되었다.
한성순보를 창간한 그는 김옥균, 윤치호, 서재필 등을 필진으로 위촉했다. 그를 근친으로 보고 총애하던 고종은 영혜옹주 사후 후사가 없음을 안타깝게 여겨 첩을 축첩할 수 있도록 허용하고, 궁궐의 상궁 범씨를 비롯한 몇인의 궁녀들을 그에게 하사하였다. 박영효는 상궁 범씨에게서 아들 박진서와 박일서를 보았고, 둘째 아들 박일서의 딸이 바로 뒤에 의친왕의 왕자와 결혼하는 박찬주이다.
한성부판윤으로 있을 때부터 김옥균, 서광범, 서재필, 윤치호, 홍영식 등 개화당 요인들과 꾸준히 만나서 협의, 1884년 음력 10월의 우정국 낙성식을 계기로 내빈으로 참여한 척신파 대신들의 제거를 결의한다. 이 과정에서 척신 계열이었던 민영익 등과 갈등하여 돌아서는 등의 문제가 발생했으나 그는 예정대로 감행하기로 한다. 그는 일본측에도 연락하였는데 일본 역시 1882년 이후 아시아에 영향력을 행사하는 청나라에 대한 열세를 만회하고 조선에 대한 지배와 아시아권에서의 패권을 확보하려 하였으므로 그의 주장에 동의, 다케조에 신이치로 재조선일본공사를 통해 지원을 약속하였다.

#### 갑신정변 전후

##### 갑신정변

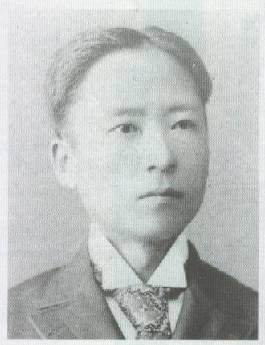
동지 서재필

1884년(고종 21년) 초 조선 주둔 청나라 부대가 청·프 전쟁에 증원돼 베트남으로 상당수 파병됐다. 청이 전쟁으로 조선에 신경쓸 수 없는 이 때가 호기라는 일본 공사 다케조에의 부추김과 거병하면 일본군이 돕겠다는 확약만 믿고 개화당은 12월 4일(음력 10월 17일) 우정국 청사의 낙성연에서 갑신정변을 일으켰다. 그들은 그 자리에서 수구파 인사 몇을 제거하고 고종 부부를 납치해 경우궁에 유폐 후 정국을 장악했다. 개화파는 급히 내각을 꾸리는 한편 박영효도 친군전후영사 겸 좌포장(親軍前後營使兼左捕將)을 맡아 군과 치안 장악을 꾀했으나 외척 민씨들의 구원 요청을 받고 달려온 청나라군의 개입으로 3일 만에 실패한다.
개화파들의 가족들이 곳곳에서 주살을 당할 때 그의 형 박영교도 홍영식 등과 유폐시킨 고종 내외를 지키다가 청군에 살해당하였다. 정변 실패 소식을 들은 박원양은 박영교의 장남인 장손주를 죽이고 자신도 자결하려 했지만 바로 들이닥친 의금부 나졸들에 의해 체포되고 그의 어머니 전의 이씨는 살해당하였다. 11월 이조(吏曹)의 탄핵으로 아버지인 대호군(大護軍) 박원양, 일본공사관으로 피신한 형 사사(司事) 박영호(朴泳好)는 즉시 삭탈관직됐다.
투옥된 박원양은 곡기를 입에 대지 못하고 아사했다. 백범일지나 조병옥 회고록에 따르면 박원양이 거적떼기를 뜯어 먹을 정도로 굶다 죽었다는 기록이 있다. 일찍 이일영에게 시집간 큰 누나와 김철현에게 시집간 둘째 누나는 출가외인이라 위기를 모면했고, 둘째 형 박영호는 일본 공사관으로 피신해 몇 년을 공사관 밖으로 나오지 못했다. 경우궁에서 살해된 맏형 박영교의 아들 중 박태서(朴泰緖) 만이 유모가 품고 피신해 극적으로 목숨을 구했다.
그들이 역적으로 몰리면서 반남 박씨들도 급히 항렬자를 '영'(泳)에서 승(勝)으로 바꿨다. (서재필의 대구 서씨들을 비롯, 역당으로 몰린 집안들은 모두 같은 조치를 취했다.) 물론 자기 이름을 고수하는 자도 있긴 했다.

##### 피신 과정
다케조에 일본공사가 이들을 급히 피신시켰다. 김옥균, 박영효, 이규완, 정란교, 서광범, 변수(邊樹) 등 일행 9명은 창덕궁 북문으로 빠져나가 변복 후, 인천 제일은행지점장 기노시타의 집에 은신했다. 인천주재 주조일본영사관 직원 고바야시의 주선이었다. 12월 12일 묄렌도르프의 추격대가 쫓아오자 일본인으로 꾸미고는 제물포항의 일본 국적선 지토세마루 호(千歲丸)로 숨었다.
이튿날 대한제국 외무독판 조병호(趙秉鎬), 인천감리 홍순학(洪淳學) 등을 대동한 묄렌도르프의 추격대가 다케조에 공사에게 역적 일행을 내놓으라 요구했다. 배안에서 이 광경을 지켜보던 일행은 품고온 독약병으로 자살을 각오했다. 우물쭈물하던 다케조에 공사가 배로 되돌아와서는 일행에게 역시 내릴 수밖에 없겠다고 말했다. 그러나 선내 일본인 승객들이 혀를 차며 꾸짖는 한편, 선장 쓰지 가쓰사부로(辻勝三郞) 역시 공사만 믿고 이들을 태웠는데 이제 와서 하선시키자 하면 이들을 죽이자는 것밖에 더 되느냐며 질타했다.
| “ | 내가 이 배에 조선 개화당 인사들을 승선시킨 것은 공사의 체면을 존중했기 때문이다. 이분들은 다케조에 신이치로 공사의 말을 믿고 모종의 일을 도모하다가 잘못되어 쫓기는 모양인데, 죽을 줄 뻔히 알면서도 이들더러 배에서 내리라는 것은 도대체 무슨 도리인가? 이 배에 탄 이상 모든 것은 선장인 내 책임이니 인간의 도리로는 도저히 이들을 배에서 내리게 할 수 없다. | ” |

다케조에가 우물쭈물하자 쓰지 선장이 직접 묄렌도르프에게 '그런 사람들은 탄 적이 없고 국제법 상 선박은 해당 국가의 영토로 치외법권이며, 수색을 강행하면 외교 문제로 삼겠다'며 추격대를 물리쳤다. 개화당은 기적적으로 살아남았다.

##### 일본식 작명
개화당에게 사상적으로 많은 영향을 주고 교류가 깊었던 전 일본 총리 이노우에 가오루는 후일 회고록에서 지토세마루 호의 선원 쓰지 도주로(辻藤十郞)가 박영효 일행과 나가사키 항에서 헤어질 때 일본식 이름을 각각 지어줬다 회고했다. 곧 그들에게 들이닥칠 자객을 염려해 이같이 했다고 한다.
| “ | 당신들이 일본에서 망명 생활을 하게 되면 조선 이름을 가지고는 살기가 불편할 것이오. 그러니 내가 기념으로 이름을 지어 주고 싶소. | ” |

박영효에겐 야마자키 에이하루(山崎永春), 김옥균은 이와다 슈사쿠(岩田周作), 이규완은 아사다 료(淺田良), 유혁로는 야마다 유이치(山田唯一), 정난교는 나카하라 유조(中原雄三)라고 지어줬다.

##### 일본 망명 생활

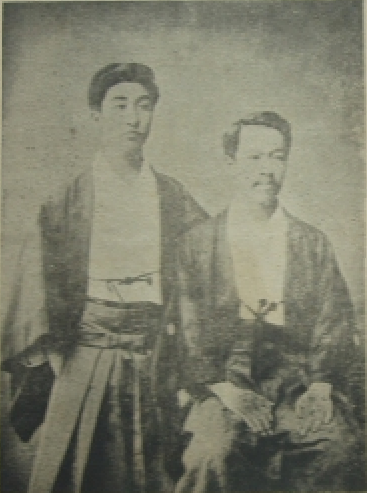
일본 망명생활 중 일본인 후원자 스나가 하지메(須永元)와 함께 (오른쪽에 앉은 이가 박영효)

그는 서광범, 서재필, 윤치호, 김옥균 등과 함께 도피, 윤치호와 김옥균은 중국으로 건너가고 박영효는 서광범, 서재필과 함께 일본으로 건너갔다. 1885년 잠시 미국으로 건너갔다가 일본으로 되돌아왔다. 후일 허정에 의하면 양반가 출신이라는 자존심과 막노동을 하는 것을 힘들고 불쾌하게 여긴 것이 박영효와 서광범이 귀국한 원인이라 했다.
일본에 도착한 이후 그는 며칠동안 개혁의 실패와 동지들의 희생에 슬퍼하며 통곡하면서 잠을 이루지 못했다. 한편으로 조선에서 보낸 자객을 피하기 위해 후쿠자와 유키치와 이노우에 가오루 등의 주선 하에 은신해 있었다.
망명생활 중 그는 이름을 야마자키 에이하루(山崎永春)로 개명(改名)하고, 메이지 학원(明治學園) 영어과에 입학한다. 1888년 메이지 학원 영어과를 졸업하고 요코하마로 건너가 미국교회에 출석하며 동·서양의 서적들을 두루 읽었다. 1888년(고종 25년) 초 일본에 체류하던 그는 국정 전반에 걸친 장문의 개혁상소를 올렸는데, 이는 이른바 '건백서'(建白書) 또는 '개화상소'라 불리는 것으로 봉건적 신분제도의 철폐, 근대적 법치국가의 확립에 의한 조선의 자주독립과 부국강병을 주장하였다.
그러나 3년간의 추적 끝에 부쳐진 편지의 주소지를 알아낸 수구파 대신들은 1892년 박영효를 암살하기 위해 본국으로부터 이일직(李逸稙), 권동수(勸東壽), 권재수(勸在壽) 등 수십여 명이 그를 암살하기 위한 자객으로 보내졌으나, 사전에 정보를 탐지한 일본 정부 측의 암살단 도착 소식을 접한 뒤 바로 피신하여 암살기도는 미수에 그쳤다. 일부 자객은 일본 경찰에 체포되고 일부는 다시 조선으로 도피했다. 1893년 후쿠자와 유키치 등 일본 유력 인사들의 후원금과 협조를 얻어 교포학생 교육지원을 목적으로, 유학생들의 기숙사 겸 학교인 친린의숙(親隣義塾)을 설립하여 경영하였다. 자객들의 출몰로 아르바이트 조차 구할 수 없었던 그는 조선에 있던 지인들에게 편지를 쓰는데, 후쿠자와와 이노우에 가오루의 자금 지원 외에도 직접 노동과 고국의 지사들에게 연락하여 후원금을 조달하여 운영하였다.

##### 김옥균과의 갈등
망명 직후 김옥균은 야마토의 히가시 히라노초의 야마구치 신타로의 집에 잠시 생활하였다. 이때 신타로의 어머니 나미와 관계, 이듬해 아들이 태어났다. 이후 그는 자중하였지만 도야마 미쓰루의 권고로 다시 여자를 찾았다. 조선에서 자객이 파견되자 도야마는 김옥균에게 일부러 술과 여색에 탐닉하라고 권고했다. 박영효는 김옥균에게 처신을 바로하라고 충고했지만 김옥균은 이를 거절했다.
김옥균의 여자관계는 난잡하다고 할 수밖에 없었다. 망명 직후 야마토의 히가시 히라노초 1465번지에 있는 야마구치의 집에 잠시 기식하는 동안, 야마구치의 어머니 나미와 깊은 관계를 맺었다. 이듬해 사내아이가 태어났다.

| “ | 조선에서 김을 죽이려 자객을 보내자 그의 신변이 걱정된 나는 그에게 충고했다. 일본 고사(古事) 중 오이시우치가 교토에서 기라의 첩자를 방심시킨 내용을 인용하면서, 우국적 행위를 버리고 주색에 빠진 바보 시늉을 해보라고 권했다. 그랬더니 그가 매일같이 도쿄 유라쿠초의 여관에서 시바우라의 온천장까지 들락거리며 홍등가를 방황했다. | ” |
|   | — 도야마 미쓰루의 증언 |   |

반쯤은 자객의 칼끝을 무디게 하기 위해 일부러, 반쯤은 망명유랑에 지치고 지쳐 자포자기의 심정으로 도쿄의 윤락가를 배회하였다. 박영효는 이런 김옥균을 싫어하고 지겨워했다.
| “ | 옥균은 거짓말을 밥 먹듯 해대는 무능한 자야. 제멋대로 행동하는 방탕아지. 도쿄에서 조선 사람, 일본 사람 할 것 없이 닥치는 대로 돈을 빌려 물쓰듯하고 말이지. 결국 갑신혁명이 실패한 것도 그런 엉터리 지도자 때문일세. 그를 믿고 설익은 청년들이 성급하게 일을 저질러서 그 꼴이 난 걸세. 그렇다고 옥균이 진짜 리더였나? 나와 홍영식이 다 했지. | ” |

그는 김옥균의 여자 관계를 두고 망명 동지들의 명예를 떨어뜨리는 짓이라고도 비판했다. 미국으로 망명한 윤치호가 도쿄에 들렀을 때도 박영효는 김옥균을 격하게 비난했다.
박영효는 온순하고 침착한 데다가 세상사를 멀리하였으나 김옥균은 예민하고 다재다능한 데다가 세상의 교제도 넓었다. 조선에 있을 대에는 박영효의 문벌이나 신분이 높아 김옥균을 능가하였으나 일본에서는 오히려 거꾸로 김옥균의 지위가 높아져 자연히 두 사람 사이가 벌어졌다. 김옥균을 남겨둔 채 박영효가 미국으로 떠난 것도 그 때문이었다. 이광린은 박영효가 김옥균을 두고 서광범, 서재필만 데리고 미국으로 갔던 이유도 김옥균과 박영효의 기질 차이로 이해하였다.

##### 암살 위협과 피신
1893년 말, 조선 정부 내 수구파 대신들의 밀명을 맡고 이일직(李逸稙) 등이 박영효를 암살하고자 친린의숙에 잠입하였으나 미수에 그쳤다. 이후 그는 일본인 사무라이를 경호원으로 고용하여 대동하고 다녔다. 1894년 2월초 김옥균이 이홍장과 담판을 지으려고 청나라 상하이로 건너갔다. 2월 도쿄에서 조선 조정에서 보낸 자객인 이일직과 권동수(權東壽) 등의 습격을 당했으나 피하여 위기를 모면하였다.
3월 초 그가 오사카역에 도착하자 조선에서 온 자객인 이일직과 홍종우가 마중을 나왔다. 이일직은 자신을 청나라와 일본을 왕래하면서 약재상을 하는 사람이고, 홍종우는 프랑스 유학생이며 자신의 친척이라고 거짓으로 소개했다. 그들은 평소부터 김옥균의 행적을 잘 알고 있고 그들을 존경해 왔기 때문에 자신들이 청국행 경비를 제공하겠노라고 말했다. 김옥균은 한눈에 그들이 자신을 죽이려고 하는 자객임을 알아보았지만 이들을 역이용하려는 생각으로 도움을 받아들이기로 한다. 김옥균이 눈치챈 것을 알자 이일직은 홍종우가 동행하며 김옥균을 도와줄 것이라고 말해 그의 의심을 줄이려고 했다. 그러나 사실은 김옥균이 상하이로 떠난 것을 확인한 후에 박영효까지 암살하려는 계획이 세워져 있었다. 94년 2월말 이일직은 박영효를 암살하러 갔다가 그가 민첩하게 일본인의 집에 숨는 바람에 그를 찾던 중 일본경찰에 체포되었다. 일본경찰의 수사 결과 이들을 지휘한 민영소의 사주가 밝혀지기도 했다. 이일직 등의 계속된 추적을 피해 후쿠자와와 이노우에 등이 보내준 가면과 가발 등으로 변장한 뒤 일본인 경호원들을 대동하고 다녔다.

#### 귀국과 정치 활동

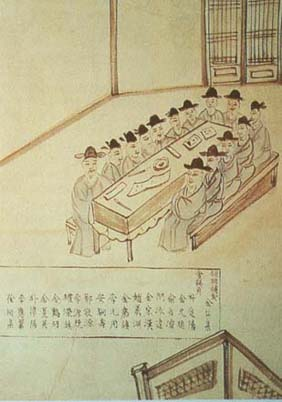
갑오경장 당시 군국기무처

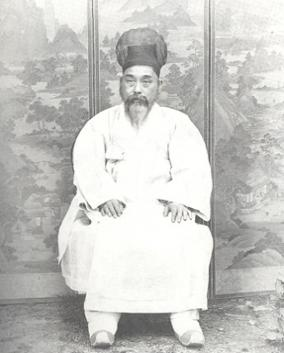
이준용

1894년(고종 31년) 7월 갑오개혁으로 사면되자 그해 8월에 귀국한 뒤 12월에 내부대신에 임명되어 7개월가량 재임했다. 일본의 후원과 압력으로 귀국한 그는 김홍집의 친일 내각(제2차 김홍집 내각)에 내부대신으로 입각하여 개혁을 시도했으나, 점진적인 개혁을 펼치려던 김홍집과 심한 갈등을 계속하다가 김홍집을 실각시킨 뒤 자신이 총리대신서리가 되었다. 곧이어 개각에서 실권을 장악한 뒤 약 200여 일 동안 2차 갑오개혁을 단행했다. 그는 행정·군사·교육 면의 개혁을 추진하기 위하여 조선의 자주성을 강조하고, 일본식보다도 오히려 구미식 행정의 채택을 주장했다. 이 무렵 삼국간섭으로 일본세력이 퇴조하자 조선정부는 친러시아 정책을 폈다. 불안을 느낀 박영효는 왕실과 외부와의 연락을 차단하기 위해 훈련대로 하여금 왕실을 호위하게 했으나 고종에 의해 거절당하였다. 그해 11월 다시 금릉위의 작위를 돌려받았다.
1895년 3국간섭으로 일본 세력이 퇴조하자 불안을 느껴 이노우에 가오루의 권고를 무시하고 연립정파였던 김홍집파를 내각에서 퇴진시킨 뒤 독자적으로 개혁을 추진하였다. 1895년 3월에는 김학우 암살 사건의 유력 용의자로 체포된 흥선대원군의 손자 이준용을 체포했다. 박영효는 서광범과 함께 이준용을 의금부 지하 감옥에 감금한 뒤 고문을 가하였다. 그러나 흥선대원군은 거리 시위와 일본영사관, 청나라영사관 등을 찾아다니며 손자 이준용의 석방, 구명운동을 벌였고, 박영효와 서광범의 이준용 심문 과정에서 악형한 사실이 외부로 알려지면서 여론의 악화를 초래했다.
관제 개정 이후 그해 4월 다시 내무부 대신에 임명되었다. 그러나 도리어 그가 명성황후 암살 음모 폭로로 1895년(고종 32년) 7월 초 반역 음모사건(고종 양위 사건) 관련자로 지목되고, 연이어 같은 시기에 왕비시해음모죄로 궁지에 몰리자 신응희(申應熙)·이규완(李圭完)·우범선(禹範善) 등 일행 20여 명과 함께 일본 공사관의 주선으로 일본으로 다시 망명하였다.

#### 고종, 명성황후 암살 미수

##### 명성황후 암살 기도
1895년(고종 32년) 7월 초 박영효는 명성황후를 암살할 계획을 세운다. 개화 이후로 고종은 밖으로는 일본의 견제를 받고 안으로는 군국기무처가 마음대로 하여 고종은 한 가지 일도 단독으로 결정할 수 없었다. 명성황후는 이를 분하게 여겨 점차로 군권(軍權)을 회복하기를 계획하여 러시아와 결탁하니, 박영효는 이를 우려하였다. 명성황후는 군국기무처의 일부 급진개화파가 독단하는 것을 두려워하였고 이들의 정책을 뒤엎을 기회를 찾았다. 이때 박영효는 단독으로 계략을 세워 왕비 암살을 계획하였다.
한편 명성황후는 1894년 여름부터 급진개화파를 사살할 계획을 세운다. 유길준은 명성황후를 "세계에서 가장 나쁜 여성"이라고 혹평하였으며 미국인 은사 모스에게 보내는 편지에 명성황후의 개화당 살해 계획을 폭로하였다. 편지 본문에서 유길준은 민비가 도움을 청하기 위해 러시아 공사와 비밀 접촉하고, 1894년 가을 개화당 모두를 살해하려는 계획을 꾸미다가 대원군에게 발각되었다고 밝혔다. 왕비의 급진개화파 살해 기도를 접한 개화파는 개혁정책 외에도 자신의 신변을 걱정하게 되었다.
박영효는 왕후의 권모와 계략을 두려워 하여 암살을 감행하지 않으면 화근을 근절할 수 없다고 생각하고, 1895년 7월 마침내 날짜를
잡아 계책을 정하고 일본에 병력을 요청하였다. 그는 유길준이 자기와 친근하다고 여겨 가만히 뜻을 알렸다. 그런데 유길준은 바로 박영효의 왕비암살 계획을 임금에게 밀고했다. 박영효는 일이 유길준에 의해 누설된 것을 알고 양복으로 바꿔 입고 일본인의 호위를 받아 도성을 빠져 나와 용산에서 증기선을 타고 도주한 것이다. 그의 일당 신응희(申應熙), 이규완 등도 따라 도주하였다. 박영효의 명성황후 암살 음모를 폭로한 유길준은 그 무렵 따로 대원군과 이준용의 왕비 암살 모의에 가담한 상태였다.
한편 자신의 거사를 폭로한 인물이 정치적, 사상적 동지로 믿던 유길준이라는 것을 알게 된 뒤 박영효는 같은 개화파 인사들조차 불신하게 되었다.

##### 을미사변과 고종 폐위 기도
1895년(고종 34년) 7월 말 도쿄에 도착한 그는 후쿠자와 유키치와 이노우에 가오루 등의 주선으로 일본 도쿄 구석의 판자촌에 은거하였다. 이노우에와 후쿠자와는 특별히 경호원을 보내 박영효를 지켜주었다. 한편 조선에서는 계속 자객을 파견하였고 그는 외부 출입을 삼가하였다.
1895년 10월 을미사변 소식을 접하였다. 그러나 그는 곧 을미사변에 가담한 조선인 협력자의 하나로 지목되었다. 을미사변에 그가 직접 가담한 혐의가 보이지 않자 1898년 1월 26일 중추원 회의에서 박영효를 불러들여 정부요직에 등용하자는 건의가 나왔다. 그러나 고종은 이를 거절했다. 도리어 박영효의 정계복귀를 꾀했다는 이유로 고종과 척족 대신들은 독립협회를 강제 해산시켰다. 독립협회의 해산 이후 그는 무력으로 정부를 전복해야 된다고 결심하여 무력 정변를 계획한다. 윤치호, 서재필 등과 수시로 서신을 주고받던 그는 이들과의 연락과 사람을 국내에 들여보내 국내외의 정세에 대한 정보와 자료들을 입수한다.

##### 망명 은둔 생활
그가 일본 체류중이던 1897년에도 김운락(金雲洛), 채광묵, 김석구 등이 계속해서 박영효, 유길준, 이진호, 이두황 등을 사형에 처하라는 상소를 계속 올렸다. 그는 경비와 경호를 강화하고 경계하는 한편, 일본 도쿄 내에서도 조선인들의 눈에 띄지 않는 곳에서 생활하였다.
이후 국내의 정보를 입수하는 한편 1900년(광무 7년) 7월에 고베에서 이승린(李承麟)·이조현(李祖鉉)·김창한(金彰漢) 등을 불러모으고 망명중인 동지를 규합해 정부를 전복하고 고종황제를 양위시킨 뒤 의화군 이강을 국왕으로 추대하기 위한 쿠데타를 계획했다. 그리고 국내에 있던 한규설과 윤치호, 윤석준 등에게 자금조달을 부탁할 목적으로 그해 11월 극비리에 이승린과 이조현을 비밀리에 조선에 파견했지만 의금부의 밀정에 의해 발각되어 체포된다. 그의 정계복귀공작과 고종 폐위 기도는 수포로 돌아가고, 궐석재판에서 교수형이 선고되었다. 그는 일본인 경호원을 고용한 뒤 은거한다.
1904년 3월 고종은 일본의 특사 이토 히로부미가 내한하자 망명자 중 요인을 해외로 추방하거나 변방에 유치시킬 것을 제의하여 동의를 얻어냈다. 고종이 지명한 요인은 이준용, 박영효, 이규완, 유길준, 조희연, 장박, 이범래, 이진호, 조희문, 구연수, 이두황, 신응희, 권동진, 정난교 등 14명이었다. 그러나 일본은 고종에게 약속한 망명자 처분을 이행하지 않았다.
1904년 4월 중순 고종은 주한일본국공사관에 조선인 출신 정치적 난민 신청자 중 박영효, 유길준, 장박, 조히연, 이두황, 이진호, 권동진, 구연수, 정란교, 이규완, 이범래, 신응희 등 14명을 일본에서 추방하고, 나머지 다른 망명객은 송환할 것을 요청하였다. 주한일본공사는 4월 14일 일본 외무대신에게 보고했는데 일본 정부에서는 이들의 송환을 거절하였다.

#### 을사늑약약과 귀국
1905년 11월 일본 체류 중 을사늑약 소식을 접한다. 1907년 오랜 망명 끝에 6월 초순 비공식으로 귀국해 부산에 정박, 비밀리에 체류하고 있던 중 6월 7일 한성으로 올라가 궁내부 일본인 고문 가토 마스오(加藤增雄)와 접촉하고 한편으로는 먼 일족인 박제순 등과도 교류, 박제순 내각의 알선으로 6월 13일 고종의 특사조칙(特赦詔勅)으로 사면을 받고 정식으로 귀국하였다. 이어 금릉위에 복작되었다.
그해 7월에 궁내부대신으로 임명되었고, 바로 궁내부 특진관으로 전임되었다. 이때 그는 헤이그 밀사사건 후에 벌어진 통감 이토 히로부미와 이완용 내각의 고종 양위압력을 무마시키려다 실패했다. 남정철(南廷哲), 이도재(李道宰) 등과 함께 고종의 양위를 반대, 양위파와 갈등하였으며, 그해 8월 황태자의 대리 진하행례에 불참했다는 이유로 이완용 일파의 탄핵을 받고 남정철, 이도재 등과 함께 곤장 80대의 형을 받았다. 그러나 하인이나 노비 대신 그가 직접 형을 당하여 한동안 움직이지 못했다.
이후 이완용 내각의 궁내부대신을 하다가 순종 즉위 후 군부 내의 반양위파(反讓位派)와 공모해 고종의 양위에 찬성한 정부대신들을 암살하려 했다는 관리 암살 음모사건으로 재판에 회부, 그러나 그는 끝까지 무죄를 주장하였다. 7월 조선의 개화인사들과 일본의 개화파 인사들 간에 친목 도모의 목적으로 설치된 한일동지회(韓日同志會)의 회장으로 추대되었다.

#### 강력한 치안론 주장
구한말(求恨鞨)의 박영효, 유길준, 윤치호, 서재필의 정치적 입장과 세계관이 각자 달랐지만 일본식의 강력한 경찰 제도를 도입해야 한다는 점과 모든 ‘역적’(동학·의병)들을 모두 소탕해야 한다는 점에서 의견의 일치를 봤다. 갑신정변 당시 개혁을 통해 새로운 사회를 만들어 보겠다는 그의 의지는 모두 좌절됐고, 그는 민도가 낮아서 개혁은 어렵다고 생각했다. 박영효는 낮은 민도를 해결할 방법이란 경찰 치안과 군대에 의한 통제만이 답이라고 확신한다.
이러한 이들의 강력한 경찰권 주장은 당시 사회에서 유일하게 반발없이 제대로 채택되었다. 당시 대한제국 경무부 대신(경찰청 총장) 서리 이근택(1865~1919)이 서너명 이상이 모여서 속닥거리면 엄벌하겠다는 계엄령을 내린 것은 식민화 훨씬 이전인 1901년 6월 22일의 일이었다.

#### 이완용의 탄핵과 유배

정직이자 경쟁자인 이완용

순종 즉위 직후 다시 조정에 출사한 박영효는 1907년 7월 29일 궁내부대신에서 면직되고, 궁내부 특진관(宮內府特進官) 칙임관(勅任官) 1등에 임명된다.
고종 양위식 직후 일본군의 출동으로 시위가 어느 정도 가라앉자 이완용과 법부대신 조중응은 '궁내부 대신의 직무를 수행하지 않은 박영효를 처벌하라'는 상소를 새 황제 순종에게 올렸다.
이완용은 상소문에서 '이번에 황제의 위를 물려준 것은 태황제의 순수한 심정에서 나온 것이며 종묘사직이 억만년토록 공고하게 될 기초가 여기에 있으므로 경사롭게 여기고 기뻐하지 않은 신하와 백성이 없다 그런데 박영효가 그 직책을 회피했으니 그 죄를 물어야 한다'고 사태를 완전히 왜곡하는 주장을 했다.
순종은 물론 그대로 허락했다. 순종이 한일병합 때까지 3년여 황제로 재위한 동안 내각에서 올린 상소문에 대해 이의를 제기하거나 수정 또는 보완을 지시한 경우는 거의 없다. 그저 '올린 대로 처리하라'는 것이 한결 같은 답변이었다. 순종은 그것을 거부하거나 보완을 지사할만한 지적 능력을 갖고 있지 않았다. 그저 황제의 자리에 앉아 있는 허수아비에 불과했던 것이다. 이토가 기를 쓰고 그를 황제로 올린 이유가 거기에 있었다.
이완용의 상소에 따라 박영효는 역시 황제 대리 의식 집행을 거부한 시종원경 이도재, 전 홍문관 학사 남정철과 함께 법부에 구속되었다. 이때 감옥에 갇힌 박영효가 배탈이 나 고생한다는 소식을 들은 이토가 그에게 약을 보냈으나 박영효는 한국에도 약이 있다면서 되돌려 보냈다. 박영효는 경무청에서 심문을 하자 "총리대신 이완용 씨를 역적이라고 말했을 뿐 죄지은 것이 없다"고 호통을 쳤지만 결국 유배형을 받고 제주도로 귀양을 가게 된다.
8월 23일 보안법 위반의 죄목으로 다시 경무청에 구금당했다가 유배형을 선고받고 제주도에 1년간 유배된 그는 1908년말 유배에서 풀려난다. 유배살이 중 그는 1908년 7월 한성재목신탄주식회사에 투자, 대주주가 되었다. 1908년 유배에서 풀렸으나 서울 상경이 금지되었고, 1909년 6월 이준용이 세운 신궁봉경회의 총재로 추대된다. 그러나 그는 경성부로 돌아올 수 없었고 사람을 보내 경성 주변의 정세를 파악한다. 1910년 비밀리에 육지 상륙을 기획했으나 발각되어 실패한다. 1910년 8월 경상남도 마산에 머물러 있다가 한일 병합을 맞았다.

### 한일 병합 이후

#### 일제강점기 초반
마산 체류 중에 한일 합방 소식을 접했다. 체념한 그는 1910년 한일 병합 조약 후 후작 작위를 받고 일본이 자신들의 귀족인 회족(華族)과 구별해 만든 조선 귀족에 편입됐다. 1911년 11월 은사공채금 23만원을 받고 2월 후작 작위를 받았다. 1925년판 반남박씨 족보에 해당 사실이 기재돼 있다.
1911년 조선귀족들의 친목단체인 조양구락부유지회 창립 발기인이었다. 7월 한문, 교양, 문자, 고전 등의 보급과 간행을 목적으로 문예구락부 회장으로 선출됐으며, 9월 조선귀족회 회장에 올랐다.
1912년 1월 이문회의 발기인이었다.(28년 회장취임) 동년 2월 권업주식회사의 발기인으로 회사 성립 후 대주주가 됐다. 8월 한국병합기념장을 받았으며 9월 메이지[明治] 천황의 장례식에 귀족대표로 참석했다.
한일합방 후 정치 활동은 별로 하지 않았고 대부분 기업과 은행, 토지 매입 등의 활동을 했으며 조선은행의 주요주주였다. 가끔 독립운동에의 참여나 자금을 요청하는 지사들이 찾아와도 그는 자금력이나 경제적 실력 양성이 우선이라며, 조선이 아무 준비도 안된 상태에서 뭘로 일본에 저항하느냐며 이들을 되돌려 보냈다 한다. 후작을 받았지만 조선총독부의 각종 정치 행사에는 소극적이거나 불참, 회피했고, 그 예로 1913년부터 중추원 부찬의와 찬의 등을 제안받으나 모두 거절한다.

#### 기업, 은행 활동
1913년 4월 조선무역주식회사를 설립하는데 참여하고 8월 녹지조림과 농장 경영을 목적으로 결성된 조선임업조합 보식원의 발기인으로 참여하고 바로 보식원의 조합장에 선출되었다. 1914년 조선총독부에서 동래-대구 간 철도를 놓을 때 민자 유치를 계획하자, 7월 지사들과 함께 조선경편철도회사에 설립 발기인으로 참여하였다. 1915년 1월 조선물산공진회 경성협찬지회의 발기인으로 참여하여 물산공진회 경성지부에서 활동했다. 1915년 5월에는 자신의 사저 750원을 물산공진회에 기부하였다. 그해 9월 박람회 명예고문에 위촉되었다.
1918년에는 조선은행 이사에 피선되었다. 1918년 5월 조선귀족회 회장직을 사퇴, 1918년 10월 조선식산은행의 이사가 되었다. 1919년 1월 고종이 갑작스럽게 죽자 국장 고문 겸 석비전면서사원에 임명되어 고종의 비문을 작성하였다.
1919년 3월 3·1 만세 운동 당시 민족 지도자로 서명을 요청받았으나 실패할 것이라며 거절했다. 조선총독부에서도 그에게 3.1 운동의 진압이나 해체를 촉구하는 담화나 서신 작성을 의뢰하였으나 역시 거절하였다. 그 뒤 3·1운동 뒤 일제의 문화통치에 따라 유민회(維民會)·동광회(同光會)·조선구력부·민우회(民友會) 등 친일단체와 관계를 맺었다. 1919년 5월 경성방직주식회사의 발기인으로 참여, 설립과 함께 경방의 초대 사장이 되었다. 6월에는 조선농사개량주식회사 발기인으로 창립에 참여하였다. 1919년 12월 조선경제회 회장, 1920년 2월 경성상공회의소 특별평의원에 선출되었다.
1920년부터 그는 민립대학 기성회, 조선인 민영 병원 설립운동에 동참하였다. 1920년 4월 김성수 등의 주도로 결성된 동아일보의 창립 발기인의 한사람으로 초빙되었으며, 그 해 동아일보의 초대 사장으로 취임한다. 20년 5월에는 노동대회 총재에 선출되었는데 이 일로 조선총독부의 요시찰인물이 된다. 바로 6월에 동아일보 사장직을 사퇴한다. 이어 조선산업은행 발기인으로 창립위원장을 맡았다. 1920년 10월 경성부 사립피병원 창립기성회에 발기인으로 참여, 병원설립 기성회 조직 후 회장으로 선출되었다. 1921년 2월 신민공사주식회사 취체역에 선출되고, 3월에는 사회단체인 사민회 총재와 유민회 총재에 위촉되었다. 유민회는 3.1 운동 이후의 민심을 수습하기 위해 조직된 관변단체였다.

#### 중추원 고문직 사퇴와 사회단체 활동
그러나 조선총독부는 그에게 계속 협력, 협조를 요청했고 그는 1920년대 들어 조선총독부 직책에 취임하라는 요청을 받아들인다. 1921년 4월 중추원고문에 선임되고, 6월 공직을 맡게 되면서 산림회원으로 활동이 불가능했지만 조선산림회 고문에 위촉되고 명예회원이 되었다. 1921년 7월 조선인 임시 산업대회의 위원장으로 행사를 주관했고, 9월 범태평양 협회의 회장이 되었다., 10월에는 경성도시조사계획조사회 고문에 위촉되고 11월에 경성부에서 개최된 조선불교대회의 고문으로도 위촉되었다.
1922년 1월 김윤식 사회장 장례위원이 되고,바로 장례위원장이 되어 장례식을 주관했다. 4월에는 제1회 조선미술심사위원회 위원에 위촉된 뒤, 1923년 4월 제2회, 24년 4월 제3회, 25년 제4회 미술심사위원회에 심사위원으로 참석하였다. 1922년 4월 조선건축회 명예회원이 된 뒤, 6월 사회단체인 민우회 발기인으로 참여하여 회장이 되었다. 그해 9월 중추원고문직을 사퇴하고 야인이 되어 민족개조론을 주장하는 사회단체인 조선협회 고문이 되었으며, 조선문제 간신회 간사가 되었다. 1922년 10월 조선흥업은행 창립발기인으로 11월에는 조선구락부 발기인으로 참여하였다. 1923년 1월 고학생구제방법연구회의 창립에 발기인으로 참여하고 3월 조선서적인쇄주식회사의 발기인으로 참여한 뒤 이후 조선서적인쇄사의 주주가 된다. 1923년 5월 범태평양조선협회의 회장으로 추대되고, 9월 관동 대지진이 발생하여 일본내 조선인들에 대한 인심이 악화되자 조선인들은 그럴 리가 없다며 설득과 담화 호소 등 사태 수습에 나섰다.
1923년 9월 관동진재의연금모집조성회를 조직, 관동 대지진으로 희생된 일본인들의 위문과 구호 자금을 모금하는 등의 활동을 했으나 일본내 악화된 조선인에 대한 여론악화를 수습하는데는 실패하고 만다. 10월에는 간토에서 발생한 대지진으로 인해 조선총독부에 교부되는 일본 정부의 예산이 대폭 삭감되자, 조선예산불감축운동을 주관하였다. 이어 조선예산불감축 시민대표위원회 일본파견 실행위원에 선출되어 일본에 다녀왔다.

#### 일제에 대한 협력으로 선회
1900년대 초만 해도 일선 동조론에 대해 허위사실이며 사실무근이라며 부정적인 반응을 보였다. 이는 신궁봉경회에 참여할 때도 나타났다. 그러나 1920년대 이후 일선동조론에 동조하게 된다. 1924년 4월 반일운동 배척과 일선동조론에 호응, 동민회의 발기인으로 참여했고 곧 동민회 고문에 추대되었다. 5월에는 조선구제원 고문에 위촉되었으며, 11월에는 조선사문학회(유교학회) 회장에 선출되었다. 1925년 불교연합단체인 조선불교단이 설립되자 고문에 위촉되었다. 25년 6월에는 경성흥산주식회사 사장에 취임하였다. 그해 12월 정3위에 승서되어 다시 관직에 나갔다.
1926년 다시 중추원 잔의에 선출되었으며, 3월 교육협성회 고문에 추대되었다. 4월에는 순종이 붕어하자 순종 국장식 장의위원이 되고, 5월에는 장의위원회 부위원장이 되었다. 7월에는 조선토지개량주식회사 발기인으로 참여한 뒤 취체역에 선출되었다. 10월 조선문헌협회에 후원금을 내고 특별찬조원이 되었으며, 11월에는 경성방송국 JODK 취체역에 선출되었다. 그해 이완용이 사망하자 추도사를 낭독하였다. 이어 이완용의 사망으로 공석이 된 중추원의 부의장직 제의를 받아들였다. 그해 말 다시 공석인 조선귀족회 회장에 취임하였다.
1927년 1월 일본 천황 다이쇼(大正)의 장례식에 조선 귀족 대표로 임명되어 일본 도쿄에 다녀왔다. 그해 3월에 귀국하여 조선농업회 부회장에 선출되었다. 1929년 11월 조선산업주식회사의 사장에 취임했고, 12월에는 조선사편찬위원회 고문이 되었다.
그러나 1928년 중추원 부의장직을 사퇴하려 하자 일본 조정에서는 그에게 1928년 2월 조선귀족세습재산심의위원회 위원, 조선귀족 편입 심사위원에 임명한다. 같은 달 조선박람회 경성협찬지회의 발기인으로 참여하여 조선박람회 평의원에 선출되고, 9월에는 조선박람회 총재에 선출되었다. 1928년 6월 조선총독부 학무국 임시교육심의위원회 위원에 위촉되었다. 6월 조선비행학교 창립 위원회 위원이 되고, 7월 비행학교 창립위원회 위원장에 선출되었다. 7월 왕공족심의위원회 심의관에 임명되고, 8월 조선금융제도조사회 위원으로 위촉되었다. 같은 달 경성일보사가 주최한 제1회 유유아 심사회 고문에 위촉되고, 11월에는 쇼와 천황 즉위식에 첩인 박씨를 대동하고 일본 도쿄에 건너가 즉위식에 참석하고 귀국, 대례기념장을 특별히 받았다.

### 생애 후반

#### 산업, 사회 활동

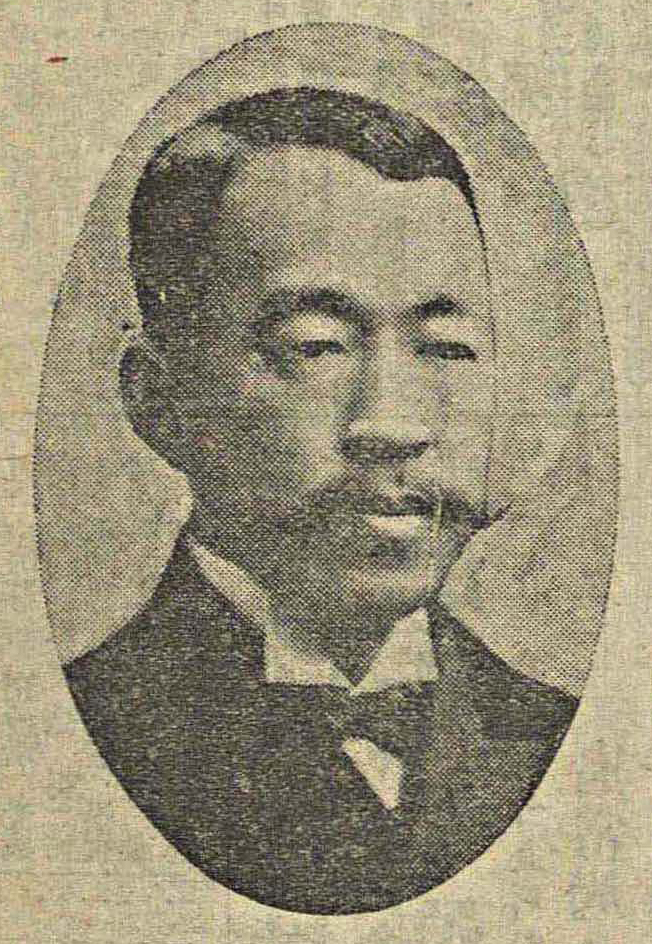
박영효

1929년 1월 광영산업주식회사 발기인으로 참여했고, 4월 조선물산장려회 경성지회 고문에 위촉되었다. 그해 5월 조선저축은행 발기인으로 참여했으며, 8월 의주광산회사 대표취체역 사장이 되었다. 1929년 9월, 도박과 아편 등으로 몰락해가는 사람들을 구제하기 위한 단체인 창복회에 가입, 동회의 이사로 피선되었다. 1929년 10월 이토 히로부미 20주기 추도회 발기인으로 참석하였다.
1930년 5월 사단법인 조선공업회 고문이 되고, 6월 화순무연탄주식회사의 대표취체역 사장이 되어 운영하였으며, 9월 조선임산공업주식회사 대표취체역이 되었다. 10월 조선식산은행 이사직을 사퇴하면서 동시에 조선식산은행 고문에 위촉되었다. 12월 수양단 조선연합회 본부 고문에 추대되었다. 1931년 11월 만몽재주 동포후원회 고문, 단군신전봉찬회 고문에 추대되고, 12월 조선공민교육회 회장에 선임되었다. 1932년 3월 조선간이생명보험 사업 자문위원회 위원, 4월 재단법인 금강산협회 부회장이 되었다.
1932년 5월 사단법인 조선방송협회 부총재가 되고, 6월에는 공자의 도를 되살리고 신학(기독교)을 배척한다는 취지로 조직된 유림단체 대성원에 가입하고, 고문으로 추대되었다. 7월 신흥만몽박람회 명예부총재가 되었다.

#### 말년

박영효

조선총독부 중추원 고문, 일본귀족원 의원(1932년), 조선식산은행 이사, 조선사편찬위원회 고문, 선전 심사위원, 조선농회 부회장 및 조선농회 회장 등을 지내며 친일행위로 일관했다. 1932년 12월 조선인으로는 최초로 일본 제국의회 귀족원 칙선의원에 임명됐다. 같은 달 조선나예방협회 발기인, 이듬해인 1933년 7월엔 중앙진흥협회 발기인이 됐고 8월 조선금융조합연합회의 고문 위촉, 10월 조선신궁봉찬회 발기인으로 발족 후 고문에 임명됐다. 10월에는 경성부에서 당시 불교계가 연 이토 히로부미 25주기 추도재에 참석했다.
1934년 3월 조선대아세아협회 상담역, 4월 조선국방의회연합회 부회장, 재단법인 조선여자의학전문학교(고려대 의대 전신) 발기준비위원회 위원장이 되고, 7월 조선금융조합연합회 자문위원회 고문, 11월 일만면화협회 조선지회 고문이 됐다. 1935년 10월엔 초대 조선총독 데라우치 마사타케 동상건설회 발기인이 됐다.
1935년 총독부가 편찬한 《조선공로자명감》에 조선인 공로자 353명 중 한 명으로 수록됐다. 1937년 4월 조선귀족회 회장으로 이사 겸임이었다. 그해 10월 조선총독부 학무국 임시교육심의위원회 위원에 피선됐고, 1938년 4월 주식회사 매일신보사 발기인이 됐다. 10월에는 조선식산은행에서 은퇴하며 20년 근속 표창을 받았다.
미남 왕족으로 네티즌들 사이에 알려진 의친왕의 차남 이우가 일본 왕실, 귀족과 결혼을 거부하고 의친왕도 일본 며느리 불가론을 주장해 문제가 되자 그가 타협안으로 자기 손녀를 추천했다. 또는 이우 공이 이미 그의 손녀를 마음에 두고 있었다는 주장도 있다. 어쨌든 1935년 5월 3일 박영효의 손녀 박찬주는 이우와 결혼했다.
1939년 금강산 협회 이사가, 2월엔 경성부 육군지원병지원자후원회 고문에 추대됐고, 4월 국민정신총동원연맹 고문에 선임됐으며, 그해 7월 조선귀족회 통상총회의 이사로 선출됐다.
1939년 사망 당시 후작·중추원부의장으로서 일본 귀족 서열 정 2위 훈 1등이었다. 사후 작위는 장손 찬범에게 계승됐다. 향년 78세.

### 사후
1939년 11월 일본의 사회단체인 흑룡회가 선정한 일한합방 조선측 유공자 추도회를 할 때 이완용, 이용구, 송병준 등과 함께 합병 공로자로 추천되었다. 1945년 광복이 되면서 지탄과 비판의 대상이 되고, 그의 묘소는 수난을 겪기도 했다. 박영효의 묘는 부산광역시 사하구 다대동에 있었으나 그의 손자 박찬범이 묘터를 팔고, 유골을 영혜옹주와 함께 화장하였다. 그 뒤 경기도 남양주군 화도면 마석리 모란공원에 안치되었다. 옆에는 서자 박일서, 서손 박찬범의 묘소가 옆에 있다.
1962년 계몽, 독립운동에 대한 공적이 감안되어 독립유공자 서훈 대상으로 선정되었으나 일제강점기에 후작 등을 제수받고, 일제강점기 중반에는 조선총독부에서 제수한 중추원과 관직을 역임한 점이 감안되어 서훈대상에서 제외되었다.

## 저서
- 《사화기략》(使和記略)

## 가족 관계
박영효는 가족관계가 복잡하여 족보상으로 박묘옥, 박진서, 박일서의 2남 1녀를 자녀로 두었다. 정실인 영혜옹주가 혼인 후 3개월 만에 사망하자 고종은 궁녀를 보내 박영효의 후실로 삼게 하였다. 범씨의 소생으로 자녀 가운데 죽은 줄만 알았던 박흥원(朴興元)은 서울 봉원사 주지로 있었으며, 그의 아들 박혜륜(朴彗輪) 역시 승려가 되었다고 한다. 박묘옥은 인천의 부호 한갑현과 결혼하여 5남 2녀를 두었다. 장손녀 박찬주는 의친왕의 차남이자 영선군의 양자인 이우와 혼인하였고, 장손자 박찬범은 의친왕의 삼녀 이해춘과 혼인하였다. 박영효를 연구한 재일사학자 김경해는 범씨를 박영효의 세번 째 부인으로, 박찬주를 네번 째 부인의 손녀로 소개하였다.

### 정실과 후실
- 정실 : 영혜옹주(永惠翁主, 1858년 - 1872년, 철종의 서녀)
- 후실 : 상궁 순길당(順吉堂)[34]
- 후실 : 교전비 방나인 범씨(轎前婢 房內人 范氏)[34]
- 후실 : 박경희(朴景熙, 1870년생, 박인규의 딸)[35]

### 자손
- 박진서(朴振緖, 1893년[36] - ?)
- 박일서(朴日緖, 초명 길서(吉緖), 1897년 - 1931년) - 박원희(1889년 - 1969년, 박현경의 딸)와 혼인
  - 박찬주(朴贊珠, 1914년 - 1995년) - 이우(1912년 - 1945년, 의친왕 이강의 차남)와 혼인
  - 박찬범(朴贊汎, 1917년 - 1986년) - 이해춘(1920년 - 2009년, 의친왕 이강의 3녀)과 혼인
    - 박형우(朴亨雨, 1937년 - 2012년)

  - 박찬익(朴贊益, 1920년 - 2003년)
    - 박미우(朴美雨)
    - 박일우(朴一雨)
    - 박준우(朴俊雨)

  - 박찬우(朴贊友, 요절)
  - 박찬웅(朴贊雄, 1926년 - 1950년) - 육군사관학교 재학 중 한국 전쟁 당시 사망
  - 박찬용(朴贊用, 1927년 - 1945년)
  - 박찬옥(朴贊玉)

## 평가

### 긍정적 평가
뉴라이트 등은 박영효와 김옥균 등 개화파가 청나라에 바치던 조공과 문벌제도의 폐지 등, 정치 개혁을 시도했다는 점을 들어 조선 근대화 선각자 중 한명으로 평가하기도 한다. 다만 김옥균 등은 친일파로 변절하진 않았다.

### 부정적 평가
급진적인 사상만 내세우다 결국 근본적인 개혁엔 실패했다는 점에서 비판하는 의견이 있다. 또 연장선상에서 결국엔 변절하여 친일파가 되었다는 비판이 있다. 2002년 민족정기를 세우는 국회의원모임이 발표한 친일파 708인 명단과 2008년 민족문제연구소가 공개한 민족문제연구소의 친일인명사전 수록예정자 명단에 모두 선정되어 지탄받았다.

## 기타
대한민국의 대통령 권한대행 겸 국무총리를 지낸 허정(許政)에 의하면 그가 일본과 미국으로 망명했으나 귀국하게 된 이유가 양반가의 자손이란 자존심 때문에 노동을 하기 싫어해서 라고 회고하였다. 허정에 의하면 박영효나 서광범은 갑신정변 이후 일본으로 망명했다가 다시 귀국하였는데 이것은 그들이 양반의 자제라는 자존심과 함께 노동이 익숙하지 않았기 때문이기도 하였다. 그러나 서재필은 같은 양반집 도련님인데도 철도 노동자로 일하면서 학업을 마쳐 의사가 되었다.는 것이다. 심지어 서재필은 친일파가 된 박영효와 달리 이후 독립운동에도 참가한다.
그는 1882년 일본으로 건너가는 배 안에서 '이응준 태극기' 중 4괘(卦)의 좌·우를 바꿔 도안, 제작했고, 이는 후에 조선의 국기인 태극기가 됐다.
어윤중은 아버지 박원양의 문하생이기도 하다.

## 대중매체
- 1996년 이민우 - 《찬란한 여명》, (KBS2 드라마)
- 2001년 ~ 2002년 차철순 - 《명성황후》, (KBS2 드라마)
- 2009년 이호재 - 《운현궁 오라버니》, 연극
- 2014년 지승현 - 《조선 총잡이》, (KBS2 드라마)
- 2024년 전진기 - 《파묘》 (천만영화)

## 같이 보기
| - 갑신정변 - 임오군란 - 갑오경장 - 을미경장 - 철종 - 고종 - 순종 - 영혜옹주 - 이우 - 의친왕 - 이준용 - 김옥균 - 서재필 - 명성황후 - 박규수 | - 우정국 - 유길준 - 명성황후 - 흥선대원군 - 흥친왕 - 서광범 - 이동인 - 김옥균 - 안경수 - 유대치 - 이상재 - 이승만 - 윤치호 - 홍영식 | - 동학 농민 운동 - 개화파 - 한성순보 - 독립협회 - 만민공동회 - 박찬주 - 박제순 - 오경석 - 유길준 - 이동인 - 후쿠자와 유키치 - 조선사 편수회 |

## 참고자료
- 반민족문제연구소 (1993년 2월 1일). 〈박영효 :친일 거두가 된 개화파 영수 (윤해동)〉. 《친일파 99인 1》. 서울: 돌베개. ISBN 978-89-7199-011-7.
- 《글로벌 세계대백과사전》,  〈개화파의 개혁운동〉

## 참고 문헌
- 철종실록
- 고종실록
- 순종실록
- 순종실록 부록
- 일성록
- 승정원일기